# Tyrone Smith
Tyrone Smith, född 7 augusti 1984, är en friidrottare från Bermuda. Han deltog vid olympiska sommarspelen 2008, olympiska sommarspelen 2012 och olympiska sommarspelen 2016.